# (Better Get) Used To Me
(Better Get) Used To Me är en powerballad-låt av Idol 2020-vinnaren Nadja Holm, skriven av Idoljurymedlemmen Alexander Kronlund, och den så kallade vinnarlåten för Idol 2020. Låten framfördes av båda finalisterna i finalen av Idol 2020 (den andra var Paulina Pancenkov).

## Källförteckning
1. ↑  ”INTRODUCING: Nadja Holm - 'Used To Me'” (på amerikansk engelska). scandipop.co.uk. 5 december 2020. https://scandipop.co.uk/introducing-nadja-holm-used/. Läst 7 april 2024.